# Список серий аниме «Меланхолия Харухи Судзумии»
Аниме-экранизация ранобэ «Меланхолия Харухи Судзумии».

## Сериал
Первый сезон появился на японских экранах в апреле 2006 года, всего было 14 серий по 24 минуты. Он транслировался по многим телеканалам, включая Chiba TV и TV Saitama.
Серии намеренно показывались в «неправильном» порядке, такова была задумка авторов. В DVD-версии серии были расположены в соответствии с книгой, за исключением «нулевой» серии «Приключения Микуру Асахины».
2 апреля 2009 года начался показ второго сезона. Заранее об этом не объявлялось, в программе стоял первый сезон, но после показа первых семи серий в эфир вышла «Рапсодия бамбукового листа». Повествование шло с самого начала, закрывая новыми сериями дыры, оставленные первым сезоном.
В таблице ниже номера и даты трансляции серий первого сезона приводятся в порядке первого («перепутанного») показа и в порядке совместного со вторым сезоном показа, который почти соответствует порядку глав ранобэ.
| Порядок серий | Порядок серий | Название                                                                                                 | Соответствие тексту ранобэ               | Дата трансляции       |  |
| Первый показ | Второй показ  | Название                                                                                                 | Соответствие тексту ранобэ               | Дата трансляции       |  |
| --- | ------------- | --- | ---------------------------------------- | --------------------- |  |
| |               | |                                          |                       |  |
| 02 | 01            | Меланхолия Харухи Судзумии I «Судзумия Харухи но Ю:уцу I» (涼宮ハルヒの憂鬱I)                            | том 1                                    | 09.04.2006 02.04.2009 |  |
| Кён впервые нормально общается с Харухи и случайно подталкивает её к созданию «Команды SOS». |               | |                                          |                       |  |
| 03 | 02            | Меланхолия Харухи Судзумии II «Судзумия Харухи но Ю:уцу II» (涼宮ハルヒの憂鬱II)                         | том 1                                    | 16.04.2006 09.04.2009 |  |
| Харухи конфискует компьютер с помощью шантажа и начинает рекламировать «Команду SOS». Юки приглашает Кёна к себе домой, где приоткрывает ему тайны своего происхождения и личности Харухи. |               | |                                          |                       |  |
| 05 | 03            | Меланхолия Харухи Судзумии III «Судзумия Харухи но Ю:уцу III» (涼宮ハルヒの憂鬱III)                      | том 1                                    | 30.04.2006 16.04.2009 |  |
| Юки завершает рассказ о себе. «Команда SOS», разделившись на группы, ищет в городе необычные вещи. В это время Микуру рассказывает Кёну о путешественниках во времени. Кроме того, Кён узнает от Ицуки об Агентстве. |               | |                                          |                       |  |
| 10 | 04            | Меланхолия Харухи Судзумии IV «Судзумия Харухи но Ю:уцу IV» (涼宮ハルヒの憂鬱IV)                         | том 1                                    | 04.06.2006 23.04.2009 |  |
| Кён встречается с Рёко после школы, и она пытается убить его, но его спасает Юки. Затем он встречает Микуру из далёкого будущего, которая даёт ему ключевую фразу: «Белоснежка». |               | |                                          |                       |  |
| 13 | 05            | Меланхолия Харухи Судзумии V «Судзумия Харухи но Ю:уцу V» (涼宮ハルヒの憂鬱Ⅴ)                            | том 1                                    | 25.06.2006 30.04.2009 |  |
| Харухи рассказывает Кёну о том, зачем она делала странные вещи в средней школе. Коидзуми тоже рассказывает Кёну некоторые интересные вещи о Харухи и демонстрирует ему свои сверхъестественные способности. |               | |                                          |                       |  |
| 14 | 06            | Меланхолия Харухи Судзумии VI «Судзумия Харухи но Ю:уцу VI» (涼宮ハルヒの憂鬱Ⅵ)                          | том 1                                    | 02.07.2006 07.05.2009 |  |
| Харухи с Кёном оказались заперты в «замкнутом измерении», и мир стоит на краю гибели. Кён пользуется подсказками Юки и Микуру, чтобы исправить сложившуюся ситуацию. |               | |                                          |                       |  |
| 04 | 07            | Скука Харухи Судзумии «Судзумия Харухи но Тайкуцу» (涼宮ハルヒの退屈)                                    | том 3, глава 1                           | 23.04.2006 14.05.2009 |  |
| «Команда SOS» и их друзья начинают игру в бейсбол, от которой зависит судьба мира. |               | |                                          |                       |  |
| — | 08            | Рапсодия бамбукового листа «Саса но ха рапусоди» (笹の葉ラプソディ)                                      | том 3, глава 2                           | 21.05.2009            |  |
| 7 июля, в день Танабаты, Харухи и все остальные загадывают желания и вешают их на ветви бамбука, как и положено в этот день. Чуть позже Микуру отправляется с Кёном в прошлое, чтобы выполнить одну очень важную миссию. |               | |                                          |                       |  |
| 07 | 09            | Мистерический знак «Мисутэрикку Сайн» (ミステリックサイン)                                               | том 3, глава 3                           | 14.05.2006 28.05.2009 |  |
| Глава Компьютерного Исследовательского Общества пропадает, и его девушка просит «Команду SOS» найти его. В ходе расследования вскрывается неожиданная связь между пропажей школьника и новым дизайном сайта команды, разработанным Харухи. |               | |                                          |                       |  |
| 06 | 10            | Синдром далекого острова (часть 1) «Кото: Сё:ко:гун (Дзэмпэн)» (孤島症候群（前編）)                      | том 3, глава 4                           | 07.05.2006 04.06.2009 |  |
| «Хорошие связи» позволяют Ицуки организовать поездку «Команды SOS» на далёкий остров, на котором недавно был построен особняк. Однако насладиться поездкой команде помешало загадочное убийство хозяина особняка. |               | |                                          |                       |  |
| 08 | 11            | Синдром далекого острова (часть 2) «Кото: Сё:ко:гун (Ко:хэн)» (孤島症候群（後編）)                       | том 3, глава 4                           | 21.05.2006 11.06.2009 |  |
| Судзумия Харухи и «Команда SOS» раскрывают убийство на острове. |               | |                                          |                       |  |
| — | 12            | Endless Eight I (Бесконечный август I) «Эндоресу эйто I» (エンドレスエイト I)                            | том 5, глава 1                           | 18.06.2009            |  |
| Последние две недели летних каникул удались на славу. Всё было так хорошо, что Харухи захотелось, чтобы они никогда не заканчивались. |               | |                                          |                       |  |
| — | 13            | Endless Eight II (Бесконечный август II) «Эндоресу эйто II» (エンドレスエイト II)                        | том 5, глава 1                           | 25.06.2009            |  |
| 15 498-й повтор каникул. |               | |                                          |                       |  |
| — | 14            | Endless Eight III (Бесконечный август III) «Эндоресу эйто III» (エンドレスエイト III)                    | том 5, глава 1                           | 02.07.2009            |  |
| 15 499-й повтор каникул. |               | |                                          |                       |  |
| — | 15            | Endless Eight IV (Бесконечный август IV) «Эндоресу эйто IV» (エンドレスエイト IV)                        | том 5, глава 1                           | 09.07.2009            |  |
| 15 513-й повтор каникул. |               | |                                          |                       |  |
| — | 16            | Endless Eight V (Бесконечный август V) «Эндоресу эйто V» (エンドレスエイト V)                            | том 5, глава 1                           | 16.07.2009            |  |
| 15 521-й повтор каникул. |               | |                                          |                       |  |
| — | 17            | Endless Eight VI (Бесконечный август VI) «Эндоресу эйто VI» (エンドレスエイト VI)                        | том 5, глава 1                           | 23.07.2009            |  |
| 15 524-й повтор каникул. |               | |                                          |                       |  |
| — | 18            | Endless Eight VII (Бесконечный август VII) «Эндоресу эйто VII» (エンドレスエイト VII)                    | том 5, глава 1                           | 30.07.2009            |  |
| 15 527-й повтор каникул. |               | |                                          |                       |  |
| — | 19            | Endless Eight VIII (Бесконечный август VIII) «Эндоресу эйто VIII» (エンドレスエイト VIII)                | том 5, глава 1                           | 06.08.2009            |  |
| 15 532-й повтор каникул. Кёном было найдено решение. |               | |                                          |                       |  |
| — | 20            | Вздохи Харухи Судзумии I «Судзумия Харухи но тамэики I» (涼宮ハルヒの溜息 I)                             | том 2                                    | 13.08.2009            |  |
| В следующих пяти сериях рассказывается о создании фильма с Асахиной Микуру в главной роли. Нагато предстаёт в роли злой инопланетянки, а Коидзуми — телепата, силы которого Юки хочет заполучить. Именно такой сюжет придумала Харухи для фильма к школьному фестивалю. Однако по какой-то причине во время съемок границы реального и вымышленого мира стали постепенно исчезать. Задача Кёна и остальных — вернуть рамки реального мира. |               | |                                          |                       |  |
| — | 21            | Вздохи Харухи Судзумии II «Судзумия Харухи но тамэики II» (涼宮ハルヒの溜息 II)                          | том 2                                    | 20.08.2009            |  |
| — | 22            | Вздохи Харухи Судзумии III «Судзумия Харухи но тамэики III» (涼宮ハルヒの溜息 III)                       | том 2                                    | 27.08.2009            |  |
| — | 23            | Вздохи Харухи Судзумии IV «Судзумия Харухи но тамэики IV» (涼宮ハルヒの溜息 IV)                          | том 2                                    | 03.09.2009            |  |
| — | 24            | Вздохи Харухи Судзумии V «Судзумия Харухи но тамэики V» (涼宮ハルヒの溜息 V)                             | том 2                                    | 10.09.2009            |  |
| 01 | 25            | Серия 00 «Приключения Микуру Асахины» «Асахина Микуру но Бо:кэн Эпизод 00» (朝比奈ミクルの冒険Episode00) | том 6, глава 2; том 2 (косвенно)         | 02.04.2006 17.09.2009 |  |
| «Команда SOS» просматривает свой фильм сомнительной художественной ценности. |               | |                                          |                       |  |
| 12 | 26            | Live Alive (Играя вживую) «Райбу Арайбу» (ライブアライブ)                                                | том 6, глава 1                           | 18.06.2006 24.09.2009 |  |
| День школьного Культурного фестиваля. В то время, как Кён игнорирует публичный показ невероятно ужасного фильма «Команды SOS» и пытается хорошо провести время на фестивале, Харухи преподносит еще один сюрприз школе. |               | |                                          |                       |  |
| 11 | 27            | День Стрельца «Итэдза но Хи» (射手座の日)                                                                | том 5, глава 2                           | 11.06.2006 01.10.2009 |  |
| В попытке вернуть компьютер, конфискованный Харухи, Компьютерное Исследовательское Общество разрабатывает компьютерную игру («День Стрельца III») и вызывает «Команду SOS» на бой. |               | |                                          |                       |  |
| 09 | 28            | Someday in the Rain (Однажды под дождём) «Самудэй ин дза Рэйн» (サムデイ イン ザ レイン)                 | Эта серия была сделана специально для TV | 28.05.2006 08.10.2009 |  |
| Харухи фотографирует Микуру для обложки DVD их фильма, а Кён в это время доставляет обогреватель для клубной комнаты из магазина. |               | |                                          |                       |  |

## Фильм «Исчезновение Харухи Судзумии»
| Исчезновение Харухи Судзумии «Судзумия Харухи но сё:сицу» (涼宮ハルヒの消失) | том 4 | 6 февраля 2010 года |
| 17 декабря был обычный школьный день. Скоро наступает Рождество, поэтому у Харухи появилась идея организовать вечеринку по этому поводу. Однако по какой-то причине мир для Кёна на следующий день полностью изменился, после некоторых сомнений он понял, что Харухи больше нет в его школе. Нагато теперь не пришелец, Микуру — обычная школьница, а следа загадочного переведённого ученика Коидзуми и не было. Что же будет делать Кён? |       |                     |